# Licantropía clínica
En clínica psiquiátrica, se define como licantropía  a un trastorno alucinatorio caracterizado por las ideas delirantes del afectado sobre su transformación en animal, que puede ser un lobo u otro. Ha sido definido también como un síntoma alucinatorio relacionado con un trastorno de identidad. Se trata de una manifestación rara, aunque muy llamativa, que se encuentra principalmente asociada a los cuadros psiquiátricos del trastorno afectivo y en la esquizofrenia, pero también puede ser un síntoma de otros trastornos psiquiátricos. Una interpretación psicodinámica de este tipo de delirio lo relaciona con el intento de proyectar en la figura de un animal los propios afectos reprimidos, especialmente aquellos de contenido agresivo o sexual. El tratamiento suele combinar la psicoterapia con la medicación neuroléptica.
La denominación proviene del término griego antiguo λυκάνθρωπος (lykánthropos) una palabra compuesta por λύκος (lýkos = «lobo») y άνθρωπος (ánthrōpos= «ser humano») y está conectada con la licantropía mítica, una condición sobrenatural de personas que sostienen que pueden transformarse en lobos. El término más general de teriantropía también se usa a veces para nombrar este tipo de alucinación, puesto que no necesariamente tiene que ser un lobo el animal fantaseado. La convención entre especialistas recomienda utilizar la expresión compuesta licantropía clínica para referirse al síntoma delirante en el contexto de un trastorno psiquiátrico y licantropía a secas para referirse a la transformación que se describe en textos literarios o se recoge en narraciones mitológicas y místicas.

## Descripción
Las personas afectadas tienen la creencia delirante de que se transformaron, o están en proceso de transformarse en un animal. Se asocia a estados alterados de la mente de tipo psicótico (el estado mental que trastorna la realidad e involucra alucinaciones y delirios), de modo que la «transformación» realmente ocurre solo dentro de la mente del enfermo.
Un caso de esta patología se puede ver en el texto del libro bíblico de Daniel en el capítulo 4, donde el rey Nabucodonosor II pierde la razón de improviso y comienza a arrastrarse a gruñir, vive por 7 años en el campo comiendo hierba, y su pelo creció hasta convertirse en una masa compacta asemejando plumas y sus uñas crecieron como las garras de un animal. Después de ese tiempo de la misma manera que el trastorno comenzó recupero la razón y fue restablecido en su trono.
Un estudio sobre licantropía del hospital McLean informó de una serie de casos y propuso un criterio de diagnóstico mediante el cual la licantropía pudiera ser reconocida:
- Un paciente dice en un momento de lucidez que a veces se siente como si fuera un animal o que alguna vez se sintió así.
- Un paciente se comporta de una manera que se asemeja al comportamiento animal, por ejemplo, gime, gruñe o se arrastra.

Según estos criterios, se considera como licantropía clínica a la creencia de una transformación pasada, en curso o futura, o al comportamiento que indica que una persona cree que se transformó.También parece que la licantropía no se refiere específicamente a la transformación de humano a lobo, sino a una amplia variedad de criaturas. Una nota de investigación médica de principios de 2004 lista más de treinta casos publicados de licantropía, de los cuales la minoría poseía temáticas de lobos o perros. Ciertamente, los caninos no son raros, pero la experiencia de transformaciones en hienas, gatos, caballos, pájaros y tigres apareció en varias ocasiones junto con las de sapos e incluso abejas en algunas instancias. Un estudio de 1989 describe un caso en el que una persona se "transformó" de humano a perro, a caballo y finalmente a gato, antes de regresar a la existencia humana tras de ser tratado. También hubo informes sobre personas que decían haberse transformado en animales clasificados como indeterminados. Según otro autor, la literatura médica habría descrito un total de 56 casos entre 1850 y 2012, pero en solo 12 de ellos el animal del delirio era un lobo.